# درية فاخوري
ولدت درية فاخوري حماد في بيروت عام 1930، ودرست فن التصوير في أكاديمية الفنون الجميلة بها، وسافرت إلى إيطاليا لاستكمال دراستها الفنية بمعاهدها، فتخصصت في التصوير. ثم التحقت بمعهد فن الميدالية التابع لمصلحة صك النقود بروما وبرزت في هذه الناحية. وأوحت لها زياراتها لكنائس إيطاليا وكاتدرائياتها ومتاحفها بدراسة فن الفريسك (التصوير الحائطي) فدخلت معهد الفنون الزخرفية وأجادت في هذا الفن وألمت بأسراره. عادت درية من بعثتها لتقيم مع زوجها الفنان التشكيلي محمود حماد في دمشق وتمارس إنتاجها في شتى نواحي الفن برسوخ وتمكن، وعاشت لتسجل من وحي البيئة الريفية موضوعات تتميز بألوانها الشفافة والانطباعية الصادقة.، 

## بعض من لوحاتها
|                       |                    |             |
| لوحة «زفاف في القرية» | لوحة «ليلة الزفاف» | لوحة «لُبنى» |